# Artist étoile
Als artiste étoile wird ein herausragender Künstler (in einzelnen Fällen auch eine kleinere Künstlergruppe) bezeichnet, der ein Festival oder einen Kulturort in herausragender Weise prägt und damit das Profil der Veranstaltung bzw. des Kulturortes formt, z. B. durch das Einbringen eigener Kompositionen, eigenständiger Arbeit mit eingeladenen Künstlern oder Mitwirkung am Programm (sog. „kuratieren“).

## Beispiele
Von verschiedenen Kulturfestivals werden als artiste étoile genannt:
- Tyshawn Sorey,[2] 2022 beim Lucerne Festival
- Yuja Wang,[3] 2021 beim Lucerne Festival
- Patricia Kopatchinskaja,[4] beim Lucerne Festival 2017.
- Anne-Sophie Mutter,[5] bei diversen Festivals
- Isabel Mundry,[6] 2022 beim Mozartfest Würzburg
- das Schumann-Quartett,[7] 2018 beim Mozartfest Würzburg
- Christiane Karg[8], 2017 beim Mozartfest Würzburg
- Teo Gheorghiu,[9] 2018 bei den Schlosskonzerten Thun